# Jonas Knudsen
Jonas Knudsen (Esbjerg, 16 de septiembre de 1992) es un futbolista danés que juega en la demarcación de defensa.

## Trayectoria

### Esbjerg forenede Boldklubber
En noviembre de 2009 firmó su primer contrato profesional con el Esbjerg, y luego del parón invernal de la Superliga de Dinamarca, hizo su debut profesional en una derrota en casa por 0-4 contra el Randers FC, convirtiéndose en el segundo debutante más joven del Esbjerg por detrás de Andreas Sørensen que debutó a los 16 años.
Tras la partida de Kevin Conboy al NEC, Knudsen se estableció como la primera opción en el lateral izquierdo. En la temporada 2012-13, el equipo de Esbjerg terminó cuarto en la Superliga de Dinamarca y ganó la Copa de Dinamarca, y Knudsen extendió su contrato en abril de 2013.

### Ipswich Town Football Club
Knudsen firmó con el Ipswich Town Football Club el 31 de julio de 2015 un contrato de tres años. Debutó para el club el 8 de agosto de 2015, en un empate 2–2 con el Brentford Football Club. Marcó su primer gol el 19 de abril de 2016, anotando un empate tardío en un empate 1–1 contra el Fulham Football Club en Portman Road. Jugó 43 partidos durante su primera temporada en Portman Road, anotando una vez.
En la segunda temporada de Knudsen, anotó en ambos derbis de East Anglian, que terminaron 1–1.
El 21 de diciembre de 2017, el Ipswich tomó la decisión de extender el contrato de Knudsen hasta 2019. En enero de 2019 informó al club que no firmaría un nuevo contrato, y fue liberado al final de la temporada 2018-19 tras la expiración de su contrato. A pesar de rechazar un nuevo contrato, Knudsen publicó un mensaje de despedida en las redes sociales, agradeciendo a los aficionados por su apoyo durante su estancia en el club.

### Malmö Fotbollförening
El 20 de junio de 2019 firmó con el club sueco Malmö FF en una transferencia gratuita. Estuvo cuatro años y medio y abandonó la entidad una vez finalizó su contrato en diciembre de 2023.

## Selección nacional
Tras jugar con la selección de fútbol sub-18 de Dinamarca, la sub-19, la sub-20 y la sub-21, finalmente el 28 de mayo de 2014 hizo su debut con la selección absoluta en un encuentro amistoso contra Suecia que finalizó con un resultado de 1-0 a favor del combinado danés tras el gol de Daniel Agger.

### Participaciones en Copas del Mundo
| Mundial                        | Sede  | Resultado        |
| ------------------------------ | ----- | ---------------- |
| Copa Mundial de Fútbol de 2018 | Rusia | Octavos de final |

## Clubes
| Club               | País       | Año       | Partidos | Goles |
| ------------------ | ---------- | --------- | -------- | ----- |
| Esbjerg f. B.      | Dinamarca  | 2009-2015 | 149      | 5     |
| Ipswich Town F. C. | Inglaterra | 2015-2019 | 155      | 4     |
| Malmö F. F.        | Suecia     | 2019-2023 | 93       | 2     |

## Palmarés

### Campeonatos nacionales
| Título            | Club       | País      | Año  |
| ----------------- | ---------- | --------- | ---- |
| Copa de Dinamarca | Esbjerg fB | Dinamarca | 2013 |
| Allsvenskan       | Malmö FF   | Suecia    | 2020 |
| Allsvenskan       | Malmö FF   | Suecia    | 2021 |
| Copa de Suecia    | Malmö FF   | Suecia    | 2022 |
| Allsvenskan       | Malmö FF   | Suecia    | 2023 |